# Miroslav Tadić
Pour les articles homonymes, voir Tadić.
Miroslav Tadić, né en 1959 à Belgrade, est un guitariste classique serbe.
Il est admiré autant pour son style personnel que son aisance à jouer des styles de musiques variés. 
En plus de sa collaboration avec Mark Naussef, Tadić a joué et enregistré avec Terry Riley, l'Opéra de Los Angeles avec Placido Domingo, Howard Levy, Joachim Kühn, Dusan Bogdanovic, Vlatko Stefanovski, Theodosii Spassov, Kudsi Erguner, Djivan Gasparyan, Pandit Swapan Chaudhuri, L. Shankar, Markus Stockhausen, Maria João, David Torn, Jack Bruce et The Grande Mothers Reinvented entre autres. Il joue souvent en Europe, au Japon et aux États-Unis.
Dans l'édition de janvier 1997, les éditeurs du magazine Guitar Player ont désigné Miroslav Tadić comme l'un des trente guitaristes les plus particuliers. Plus récemment, Tadić a exploré la musique Macédonienne dans son travail récent avec le guitariste Vlatko Stefanovski et la chanteuse Vanja Lazarova.
De plus, Tadic enseigne depuis 1985 la guitare au California Institute of the Arts de Valencia en Californie, une banlieue de Los Angeles.

## Discographie
- Windows Mirror, 1991
- Snake Music avec Jack Bruce, Mark Nauseef (Percussion), Wolfgang Puschnig, Walter Quintus, Markus Stockhausen, David Torn, 1995
- Loose wires avec Michel Godard, Mark Nauseef, 1997
- Kruševo avec Vlatko Stefanovski (Dobro), 1999
- Old Country avec Howard Levy, Mark Nauseef, 1999
- Still Light avec Mark Nauseef, Markus Stockhausen, 2000
- Without Words avec Peter Epstein, 2000
- Treja Majka avec Vlatko Stefanovski, 2004
- Balkanisms, avec Dušan Bogdanović, Vojislav Ivanović, Lazar Ostojić, Boris Papandopulo. Interprète: Mak Grgić, 2019[1]